# Parc national Rincón de la Vieja
Le parc national Rincón de la Vieja est situé dans les provinces du Guanacaste et de Alajuela au Costa Rica. Il se situe dans l'aire de conservation de Guanacaste, Área de Conservación de Guanacaste (es). Le parc contient le volcan auquel il doit son nom : le volcan Rincón de la Vieja.

## Organisation
Le parc, se divise en secteurs : le secteur Santa María et le secteur Las Pailas. Le premier secteur était une des haciendas majeures de la région, jusqu'à la création du parc. Le secteur de "Las Pailas" se caractérise par les multiples manifestations de l'activité volcanique.

## Galerie
Secteur de Las Pailas :

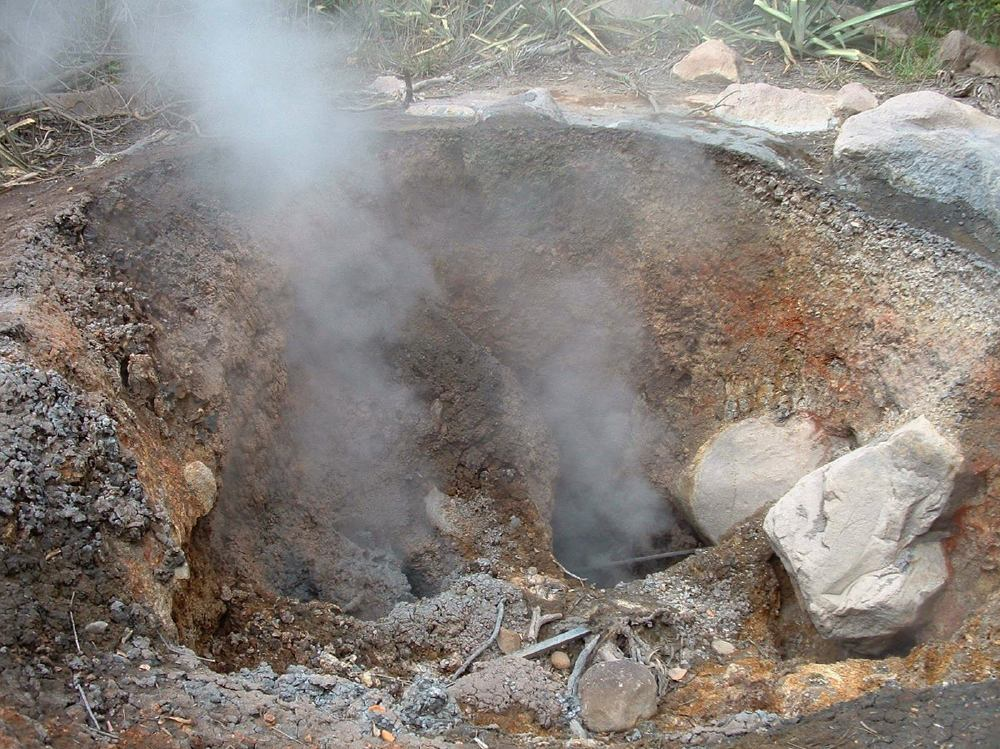
Fumerolles.
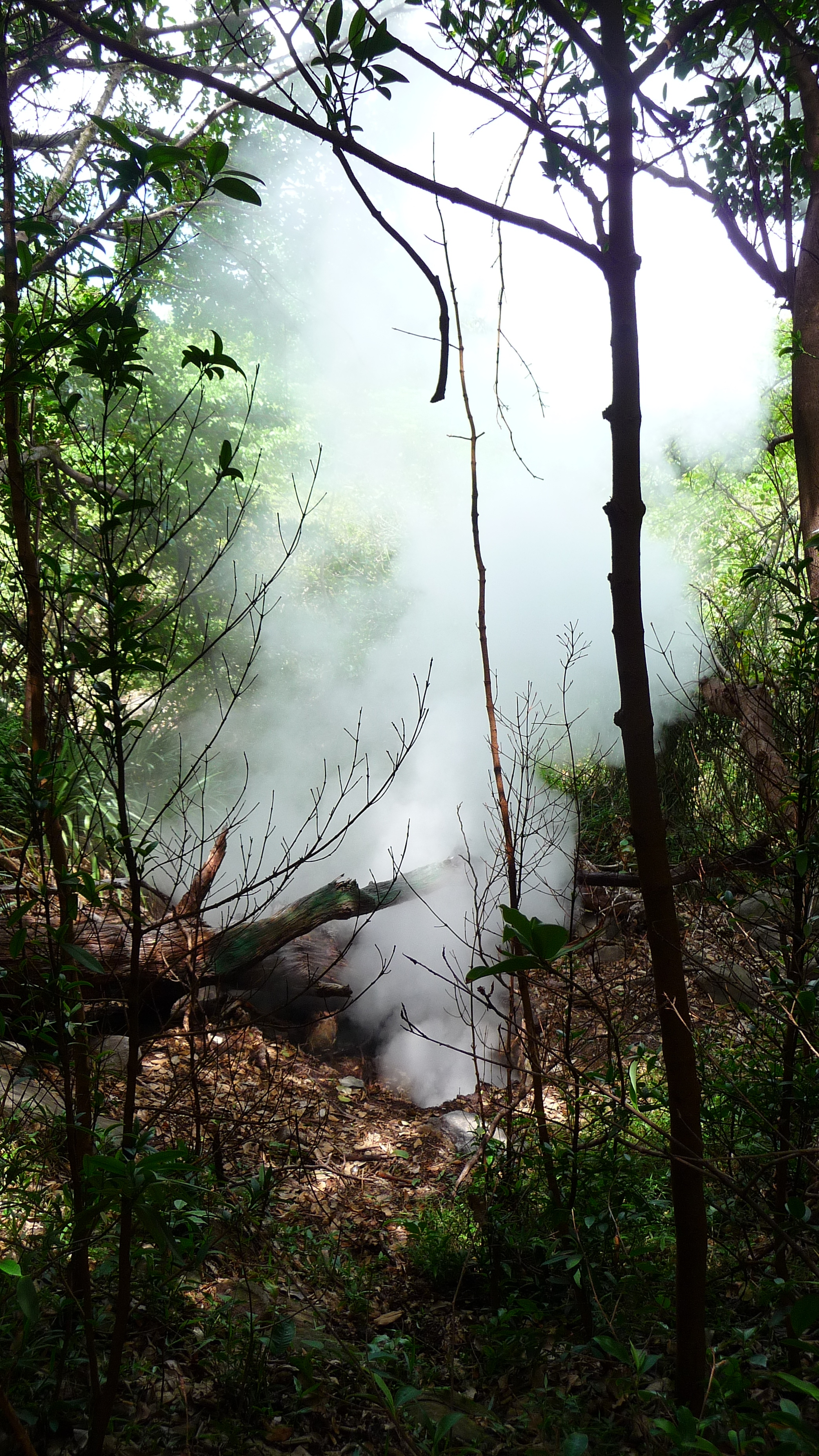
Fumerolles.
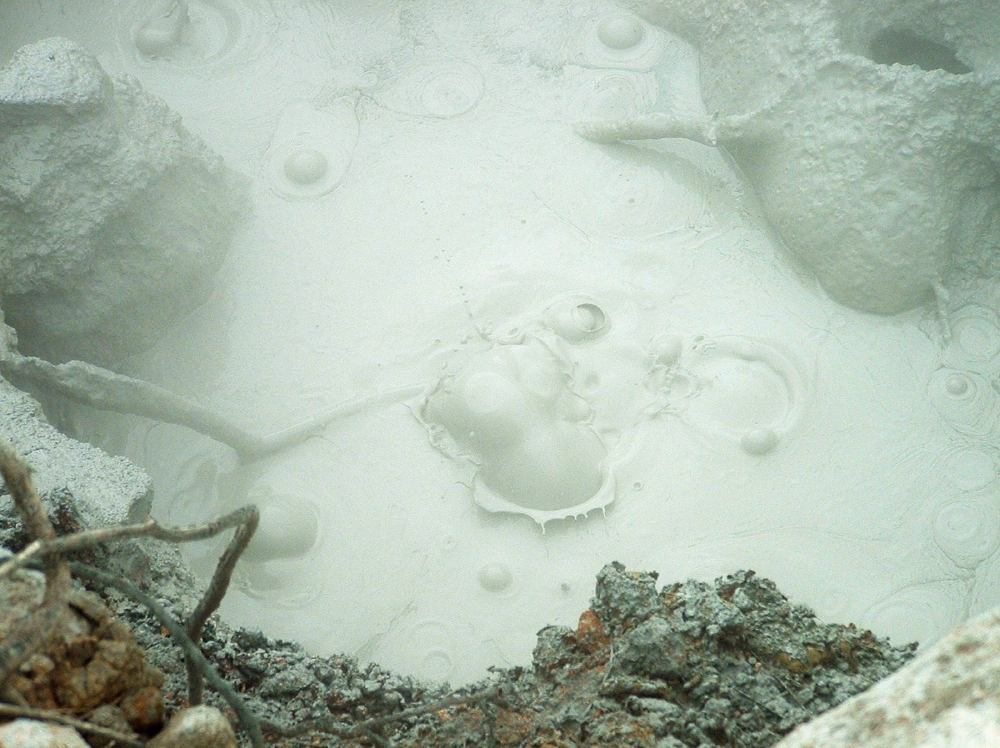
Mare de boue.
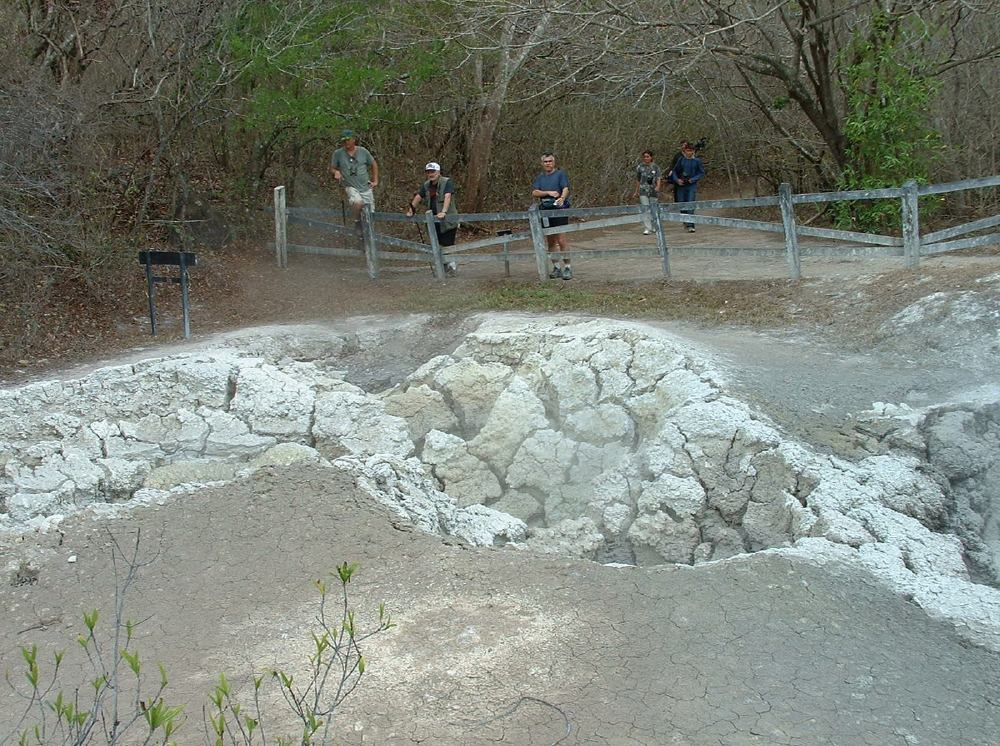
Mare de boue.
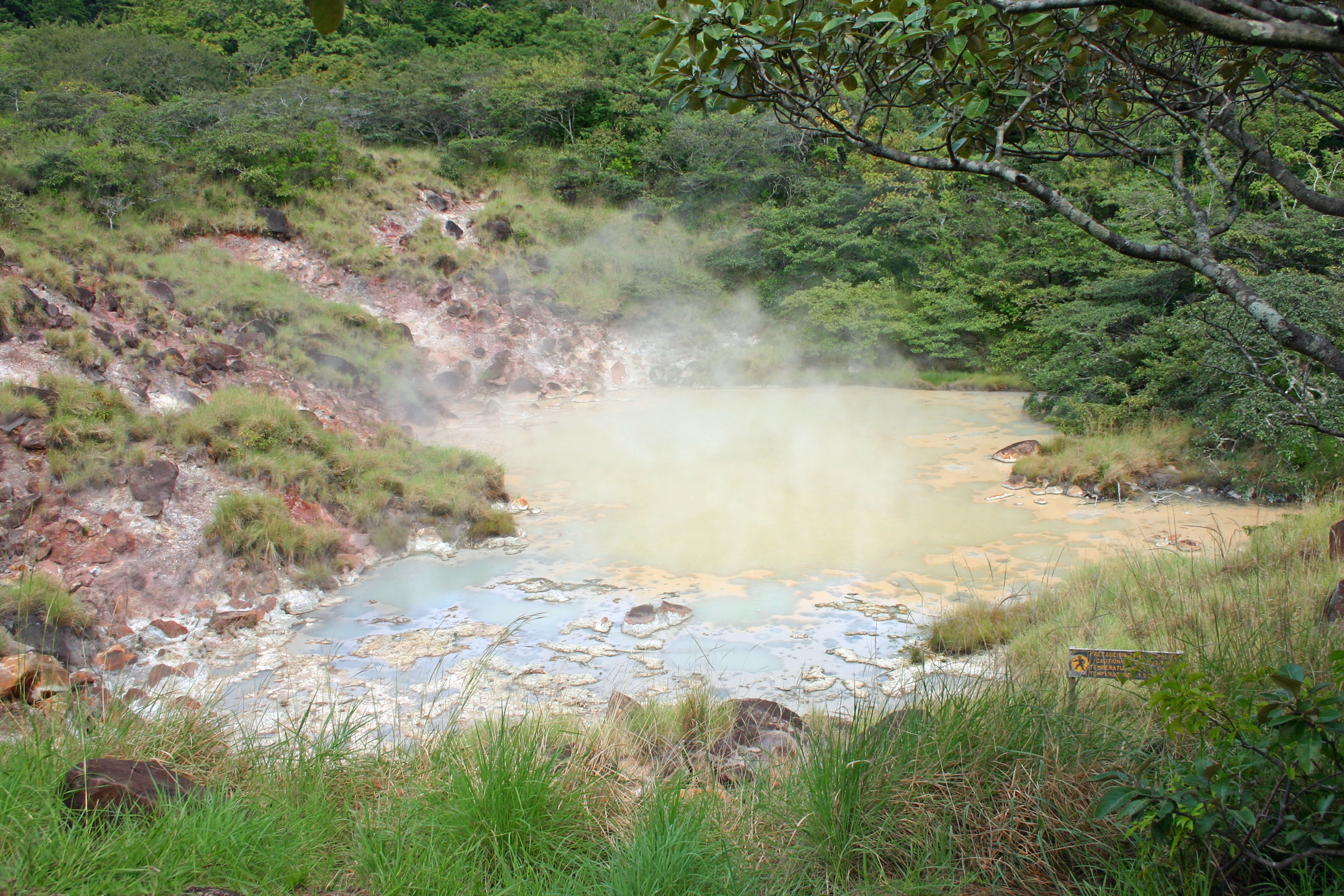
Mare de boue.
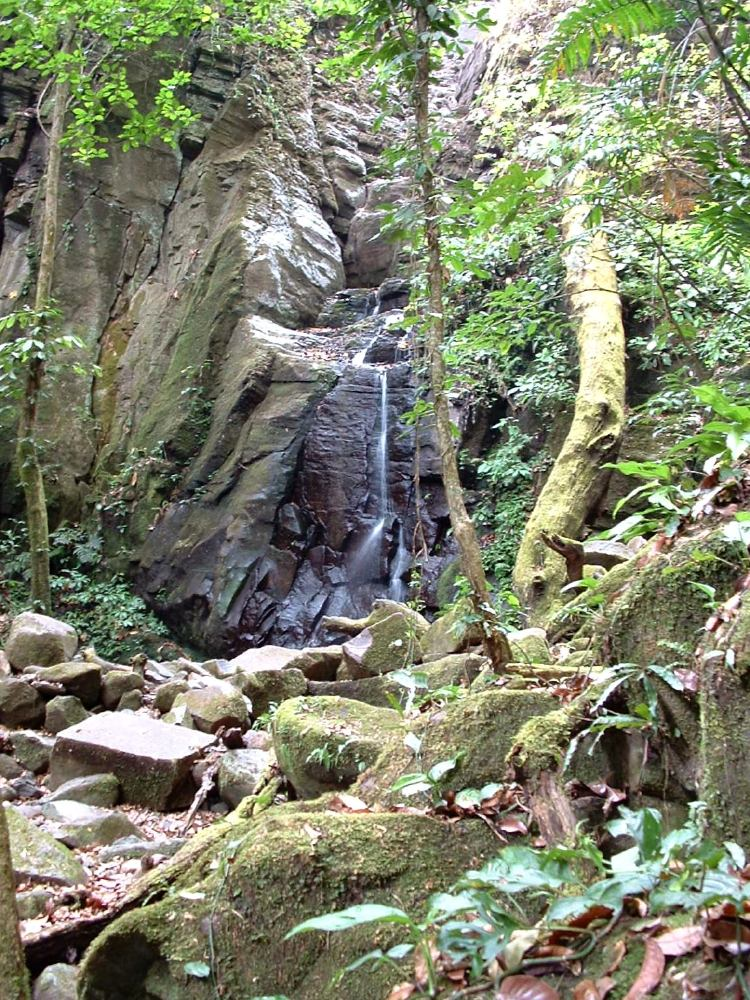
Chutes d'eau.

## Hydrologie
Le volcan est situé sur la ligne de partage des eaux entre le Pacifique et l'Atlantique. Dans cette zone, 32 rivières ont leur source, sans compter les rivières à caractère intermittent.[réf. nécessaire]

## Flore et faune
Le parc présente différents écosystèmes liés à l'activité volcanique et à leur altitude respective.

### Flore
Aux altitudes les plus élevées, les arbres sont de petite taille. Parmi les espèces recensées, il y a le laurier sauce (Cordia alliodora), l'arbre à Baume (Bursera simarouba), l'arbre symbole du Guanacaste (Entherolobium cyclocarpum), et l'acajou amer (Cedrela odorata). On trouve en abondance la fleur nationale du Costa Rica, la guaria Morada (Guariante Skinerii).

### Faune
Le relief varié favorise une grande diversité d'espèces.
260 espèces d'oiseaux ont été identifiées ; le pavón, le tucancillo et les colibris sont, entre autres, les principales espèces.
Les mammifères les plus communs sont l'agouti, le tapir, le pécari, le fourmilier, les paresseux, l'alouate, le singe-araignée et le singe capucin.
Les insectes abondent, comme les papillons morpho avec quatre espèces, et les gibbifer.